# Theodor Köstlin (Jurist)
Heinrich Wilhelm Theodor Köstlin (* 14. Mai 1823 in Stuttgart; † 14. März 1900 ebenda) war ein deutscher Jurist, Staatsrat und Oberlandesgerichtspräsident.

## Leben
Köstlin war der Sohn des Obermedizinalrats Karl Heinrich Gotthilf von Köstlin (1887–1859) aus der weitverzweigten Familie Köstlin und der Mathilde verw. Storr geb. Otto (1794–1835). Er besuchte das Gymnasium in Stuttgart und studierte anschließend Rechtswissenschaften in Tübingen und Heidelberg. Nach der Referendarszeit machte er eine ausgedehnte Reise durch Deutschland, Belgien, England und Frankreich, wo er in Paris 1848 einen Teil der Februarrevolution miterlebte.
Köstlin wurde 1851 Sekretär im württembergischen Justizministerium, 1858 dann Kriminalrichter in Stuttgart mit Titel und Rang eines Oberjustizrats. 1861 kam er als Kanzleidirektor wieder ins Justizministerium und wurde Mitglied des Strafanstaltenkollegiums, dessen Vorstand er später übernahm. 1865 beförderte man ihn zum Obertribunalrat und Vortragenden Rat. 1879 wurde er Oberstaatsanwalt und 1886 Senatspräsident des Oberlandesgerichts im Rang eines Staatsrats. Im gleichen Jahr übernahm Köstlin den Vorsitz des Disziplinarhofs und wurde Präsident der Reichsdisziplinarkammer für Württemberg. 1894 erreichte er dann als Oberlandesgerichtspräsident den Höhepunkt seiner Ämterlaufbahn, 1896 wurde er mit Titel und Rang eines Geheimen Rates pensioniert.
Darüber hinaus war Köstlin seit 1876 Vorstand der Zentralleitung des Wohltätigkeitsvereins, Abgeordneter der evangelischen Landessynode, Vorstand des Vereins für klassische Kirchenmusik und Ehrenmitglied des Stuttgarter Liederkranzes.

## Ehrungen
1891: Ehrendoktorwürde der Universität Tübingen